# Oncología de la edad de Mónaco
Oncología de la edad de Mónaco (Monaco Age Oncologie) es una organización médica que realiza conferencias bienales para oncólogos y geriatras con el objetivo de promover la conciencia y el debate sobre la atención médica y clínica de los pacientes ancianos con cáncer.

## Historia
El inicio de la Monaco Age Oncologie tiene sus raíces en el congreso francés Bienal monegasca de Cancerología que también se lleva a cabo cada dos años desde 1994 en el Principado de Mónaco. Michel Hery inició el congreso en el año 2007 con el objetivo de crear una plataforma donde oncólogos especialistas en diversas patologías puedan reunirse con geriatras y compartir sus descubrimientos y experiencias mutuas para avanzar en el conocimiento de la enfermedad y sus terapias. A partir de la 5ª edición del congreso se comenzó a otorgar un premio honorífico Premio Michel Hery a investigadores destacados en el dominio. Actualmente, Gilles Freyer se desempeña como presidente del comité organizador del congreso.

## Publicaciones
- Compte-rendu du 3ème congrès Monaco Age Oncologie (Monaco, 3 – 5 février 2011)
- Monaco Âge Oncologie et congrès américain en oncologie clinique 2015 Prédire l’avenir des sujets âgés
- Cancer colo-rectal métastatique : quels enjeux chez le sujet âgé ? Evaluation onco-gériatrique : Elément clé de l’optimisation de la prise en charge ? Point de vue du gériatre.
- A tribute to Michel Hery, J. Gligorov · S. Culine · I. Krakowski · P. Marti · J-P Metges · D. Serin · M. Schneider · M. Spielmann
- Agenda. Oncologie 8, 701–703 (2006). https://doi.org/10.1007/s10269-006-0489-9
- Agenda. Oncologie 9, 73–75 (2007). https://doi.org/10.1007/s10269-006-0592-y
- Oncogériatrie : point de vue du gériatreOncogeriatrics: The geriatrician's point of view https://doi.org/10.1016/j.canrad.2009.07.011
- Heitz, D., Castel-Kremer, É. Disparités et inégalités en cancérologie du sujet âgé. Rev Francoph Psycho Oncologie 5, 85–88 (2006). https://doi.org/10.1007/s10332-006-0128-0

- Chemotherapy in the elderly : how and for whom? FORMATION SFC,